# Leiocephalus
Famille
Synonymes
- Leiocephalinae Frost & Etheridge, 1989

Genre
Synonymes
- Pristinotus Gravenhorst, 1837
- Steironotus Fitzinger, 1843
- Hispaniolus Cochran, 1928

Leiocephalus est l'unique genre de sauriens de la famille des Leiocephalidae.

## Taxinomie
La famille des Leiocephalidae est parfois considérée comme la sous-famille des Leiocephalinae dans la famille des Tropiduridae.

## Répartition
Les espèces de cette famille se rencontrent en Amérique du Sud et en Amérique centrale.

## Liste des espèces
Selon The Reptile Database (12 juin 2017) :

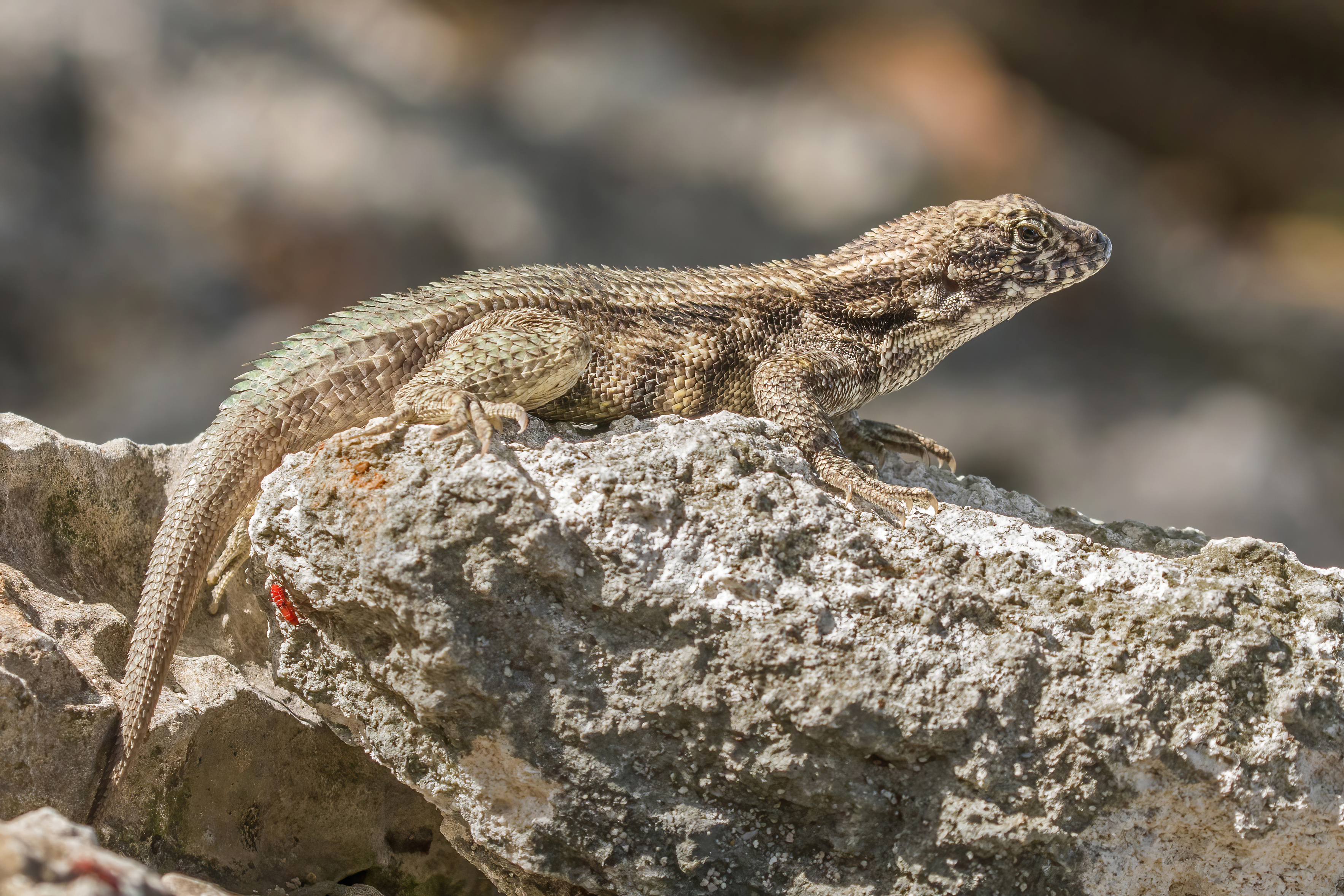
Un leiocephalus varius à Grand Cayman. Février 2016.

- Leiocephalus anonymous Pregill, 1984
- Leiocephalus apertosulcus Etheridge, 1965
- Leiocephalus barahonensis Schmidt, 1921
- Leiocephalus carinatus Gray, 1827
- Leiocephalus cubensis (Gray, 1840)
- Leiocephalus cuneus† Etheridge, 1964
- Leiocephalus endomychus Schwartz, 1967
- Leiocephalus eremitus (Cope, 1868)
- Leiocephalus etheridgei Pregill, 1981
- Leiocephalus greenwayi Barbour & Shreve, 1935
- Leiocephalus herminieri† (Duméril & Bibron, 1837)
- Leiocephalus inaguae Cochran, 1931
- Leiocephalus jamaicensis Etheridge, 1966
- Leiocephalus loxogrammus (Cope, 1887)
- Leiocephalus lunatus Cochran, 1934
- Leiocephalus macropus (Cope, 1863)
- Leiocephalus melanochlorus Cope, 1863
- Leiocephalus onaneyi Garrido, 1973
- Leiocephalus partidus Pregill, 1981
- Leiocephalus personatus (Cope, 1863)
- Leiocephalus pratensis (Cochran, 1928)
- Leiocephalus psammodromus Barbour, 1920
- Leiocephalus punctatus Cochran, 1931
- Leiocephalus raviceps Cope, 1863
- Leiocephalus rhutidira Schwartz, 1979
- Leiocephalus roquetus† (Bochaton, Charles & Lenoble, 2021[3])
- Leiocephalus schreibersii (Gravenhorst, 1837)
- Leiocephalus semilineatus Dunn, 1920
- Leiocephalus sixtoi Köhler, Bobadilla & Hedges, 2016
- Leiocephalus stictigaster Schwartz, 1959
- Leiocephalus vinculum Cochran, 1928

## Publications originales
- Frost & Etheridge,  « A Phylogenetic Analysis and Taxonomy of Iguanian Lizards (Reptilia: Squamata) », University of Kansas Natural History Museum, Miscellaneous Publication, 1989, no 81, p. 1-65 (texte intégral).
- Gray, « A Description of a new Genus and some new Species of Saurian Reptiles, with a Revision of the Species of Chameleons », The Philosophical Magazine or Annals of Chemistry, Mathematics, Astronomy, Natural History and General Science, 1827, vol. 2, no 9, p. 207-214 (texte intégral).